# Joe Slovo
Pour les articles homonymes, voir Slovo.
Joe Slovo, né le 23 mai 1926 à Obeliai en Lituanie et mort le 6 janvier 1995  à Johannesburg, est un homme politique sud-africain, qui a été secrétaire général du Parti communiste sud-africain (South African Communist Party, SACP), membre du Congrès national africain (African National Congress, ANC) et chef d'état major d'Umkhonto we Sizwe, la branche militaire de l'ANC.

## Biographie
Joe Slovo, dénommé alors Yossel Mashel Slovo, est né le 23 mai 1926 à Obeliai en Lituanie dans une famille juive qui émigre en Afrique du Sud quand il a 8 ans. Son père travaille comme conducteur de camion à Johannesburg. Bien que sa famille soit religieuse, il devient athée, tout en respectant « les aspects positifs de la culture juive ». 
Slovo quitte l'école en 1941, à l'âge de 15 ans. Il adhère au Parti communiste sud-africain en 1942. 
Inspiré par les combats menés par l'Armée rouge, il s'engage comme volontaire avec une division blindée sud-africaine contre les nazis pendant la Seconde Guerre mondiale, puis utilise une aide de reconversion des ex-militaires pour reprendre des études de droit à l'université du Witwatersrand. Il y rencontre Nelson Mandela,.
Devenu avocat, il épouse en 1949 Ruth First, fille du trésorier du Parti communiste sud-africain (South African Communist Party ou SACP). 
Dans les années 1950, il va de procès en procès, comme avocat des opposants à l'apartheid et bientôt comme inculpé. Même si le Parti communiste est légal, il est en effet arrêté à plusieurs reprises et il lui est interdit de participer à des rassemblements publics ou à des activités politiques. 
En 1960, le massacre de Sharpeville décide une partie des opposants à l'apartheid de se lancer dans la lutte armée. L'organisation militaire de l'ANC, Umkhonto we Sizwe (le Fer de lance de la nation), est fondée. Joe Slovo en est l'un des dirigeants, avec Nelson Mandela. Celui-ci est arrêté en juillet 1962. Joe Slovo échappe à la surveillance policière et opte pour la clandestinité, puis quitte le pays en juin 1963,. 
Il reste 27 ans en exil, passant par plusieurs capitales d'Afrique, recherchant des appuis et supervisant les activités militaires de l'ANC malgré la traque des services sud-africains. Il reste partisan, pendant toutes ces années, d'un lien fort avec l'Union soviétique.
En 1982, à Maputo, sa femme, Ruth First, est tuée par l'explosion d'un colis piégé qui lui est destiné. En 1985, il est le premier Blanc à faire partie de la direction nationale de l'ANC, poste qu'il cumule alors avec celui de chef d'état-major d'Umkhonto we Sizwe, et, un an plus tard, de secrétaire général du Parti communiste sud-africain,.

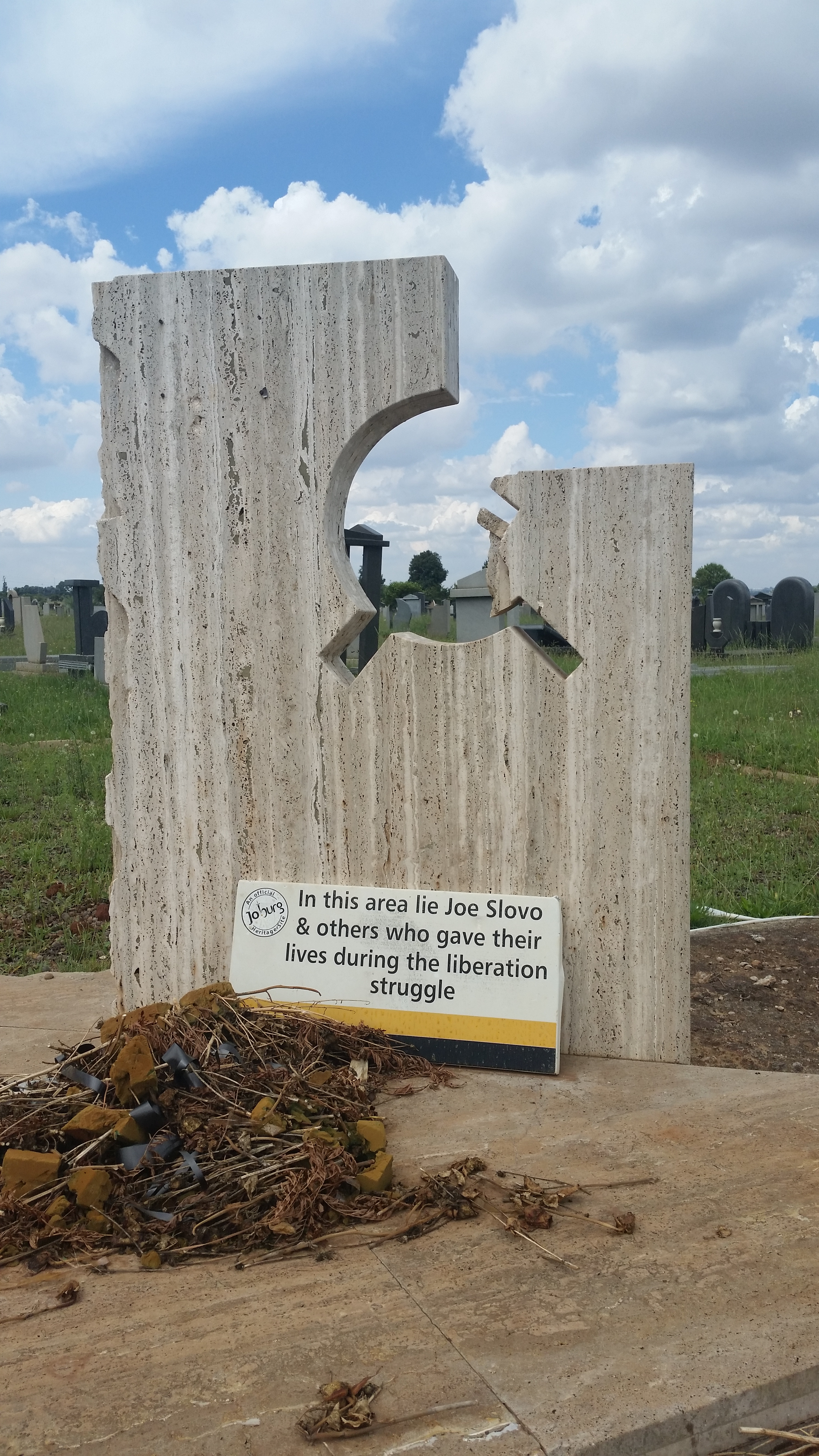
Sépulture de Joe Slovo à Soweto

À la fin des années 1980, commencent des négociations secrètes entre l'ANC et quelques émissaires de l'Afrique du Sud blanche. Dans la préparation de ces négociations, il se montre parmi les premiers à comprendre la nouvelle donne internationale, à la suite de l'affaiblissement du bloc soviétique, qui se concrétise en Europe, de façon très symbolique, par la chute du mur de Berlin en 1989. 
Le 2 février 1990, le Président Frederik de Klerk annonce la libération de Nelson Mandela ainsi que la légalisation de l'ANC, du Congrès panafricain d'Azanie (PAC), du Parti communiste (SACP), la levée de la censure, la suspension de la peine capitale. Revenant d'exil, Joe Slovo devient membre de la délégation qui négocie avec le gouvernement. Il propose et argumente au congrès de l'ANC de Durban un partage du pouvoir avec la minorité blanche, apportant un soutien politique important à Nelson Mandela dans sa politique de transition démocratique et pacifique. 
En mai 1994, il est nommé ministre du logement dans le gouvernement multiracial d'union nationale dirigé par Nelson Mandela, mais il meurt d'un cancer quelques mois plus tard, le 6 janvier 1995, laissant dans le deuil sa deuxième femme, Helen Dolny, et les trois filles issues de son premier mariage, Gillian, Shawn et Robyn Slovo,.